# Ana Aslan
Ana Aslan, romunska biologinja, zdravnica in izumiteljica, * 1. januar 1897, Brăila, Romunija; † 8. maj 1988, Bukarešta.
Leta 1974 je postala članica Romunske akademije.